# Deutsche Reparationen nach dem Ersten Weltkrieg
Deutsche Reparationen nach dem Ersten Weltkrieg mussten aufgrund des Kriegsschuldartikels 231 des Versailler Vertrages von 1919 durch Deutschland gezahlt werden. Die endgültige Höhe und Dauer der Reparationen waren im Versailler Vertrag nicht festgelegt, sondern sollten von einer mit weitreichenden Kontrollfunktionen ausgestatteten Reparationskommission ohne deutsche Beteiligung festgesetzt werden.
Die Verringerung, Verschiebung und endgültige Beendigung der Reparationszahlungen waren das vorrangige Ziel der deutschen Außenpolitik. Vor allem Gustav Stresemann und Heinrich Brüning brachten Deutschland dem Ziel näher. Als aber die deutsche Regierung 1932 auf der Konferenz von Lausanne das Ende der Reparationszahlungen erreichte, war Stresemann bereits tot und Brüning war kurz zuvor entlassen worden.

## Positionen der Siegermächte
Die USA unter Präsident Thomas Woodrow Wilson wollten Deutschland als Bollwerk gegen den Kommunismus und eine stabile Situation in Europa (siehe: 14-Punkte-Programm). Sie waren aber auch an einer Rückzahlung der Kriegskredite, die sie den Europäern (Großbritannien, Frankreich, Italien) gewährt hatten, interessiert. In den USA wurde der Vertrag von Versailles kritisiert. Da der Großteil der Reparationen als Rückzahlung von Kriegskrediten letztendlich in die USA floss, hatten sie den größten Einfluss auf die Entwicklung der Zahlungen. Die USA ratifizierten den Versailler Vertrag jedoch nicht. Aufgrund des Berliner Vertrages von 1921 wurde eine German American Mixed Claims Commission – bestehend aus je einem Schiedsrichter benannt von den USA und vom Deutschen Reich – eingesetzt, um die Schadenersatzansprüche festzustellen. 1923 beendeten die Vereinigten Staaten ihre freiwillige Isolation und gaben im Rahmen des Dawes-Plans, an dem sie maßgeblich beteiligt waren, Kredite an Deutschland. 1931 ging vom amerikanischen Präsidenten Herbert C. Hoover das Hoover-Moratorium aus. Die Position der USA und der Versailler Vertrag wurden (zum Beispiel von John Maynard Keynes) kritisiert, da es keine Regelungen zum wirtschaftlichen Wiederaufbau Europas gab.
Großbritannien unter Premierminister David Lloyd George hatte eine ähnliche Position. Es wollte Deutschland als Schutz gegen den Kommunismus, ein europäisches Mächtegleichgewicht, und brauchte die Reparationen, um die Kredite an die USA zurückzahlen zu können. Der Versailler Vertrag wurde in Großbritannien abgelehnt. Es beteiligte sich nicht an der Ruhrbesetzung, sondern verurteilte sie als Vertragsbruch.
Frankreich unter Ministerpräsident Raymond Poincaré war primär an einer Schwächung Deutschlands und an einer Stärkung der eigenen Position in Europa interessiert; es erhob hohe Forderungen und plädierte für hartes Durchgreifen. Frankreich wollte auch die Kontrolle über die Industriegebiete im Westen Deutschlands. Seit dem Deutsch-Französischen Krieg herrschte in Frankreich – aus Frustration über die (schnelle) Niederlage – ein Revanchismus; auch die gezahlten fünf Milliarden Francs (= 1.450 Tonnen Feingold) waren nicht vergessen.
In Frankreich standen sich Poincaré mit einer kompromisslosen Haltung und Aristide Briand, der sich für eine Verständigung mit Deutschland einsetzte, gegenüber. Bei der Ruhrbesetzung war Frankreich unter Poincaré die treibende Kraft.
Von 1925 bis 1929 arbeitete Briand als Außenminister eng mit Gustav Stresemann zusammen und es entstand der Vertrag von Locarno. Die Bevölkerung war für einen harten Kurs gegenüber Deutschland, so dass Briand keine großen Zugeständnisse machen konnte, die Stresemann den Rücken gegenüber den radikalen Parteien gestärkt hätten. 1931 war Frankreich als einziges Land gegen das Hoover-Moratorium (20. Juni 1931). Es fühlte sich von den USA übergangen, da es vorher nicht konsultiert worden war; erst nach wochenlangen Verhandlungen stimmte die französische Regierung unter Ministerpräsident Pierre Laval zu. Am 13. Juli 1931 brach das deutsche Bankensystem zusammen.

## Erste Forderungen
Im Versailler Vertrag war zunächst festgelegt, dass Deutschland 20 Milliarden Goldmark – dies entsprach zum damaligen Zeitpunkt über 7.000 Tonnen Gold – im Laufe der Jahre 1919, 1920 und bis einschließlich April 1921 in Raten zahlen sollte. Im April 1920 stellte der Oberste Alliierte Rat fest, dass Deutschland mit den Kohlelieferungen und mit den Zahlungen in Rückstand war. Im Juni 1920 forderten die Alliierten auf der Konferenz von Boulogne 269 Milliarden Goldmark in 42 Jahresraten.

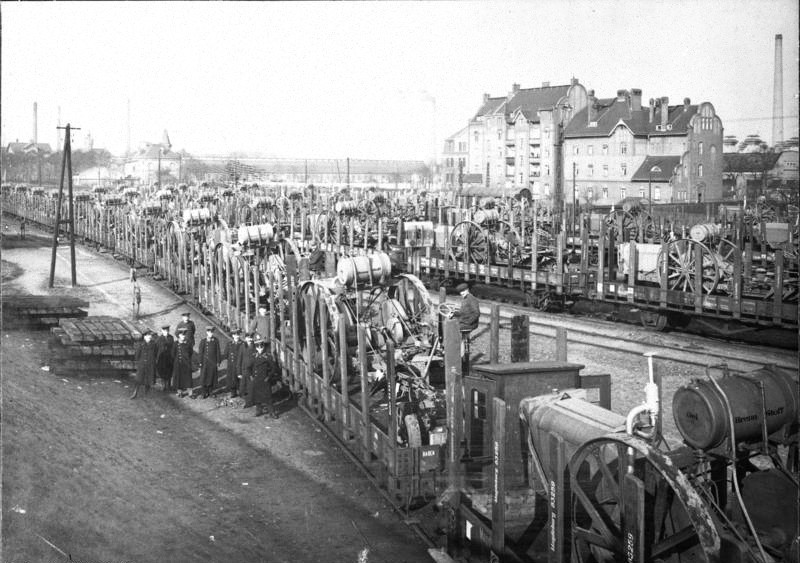
Sachlieferungen auf Reparationskonto an Frankreich (1920)

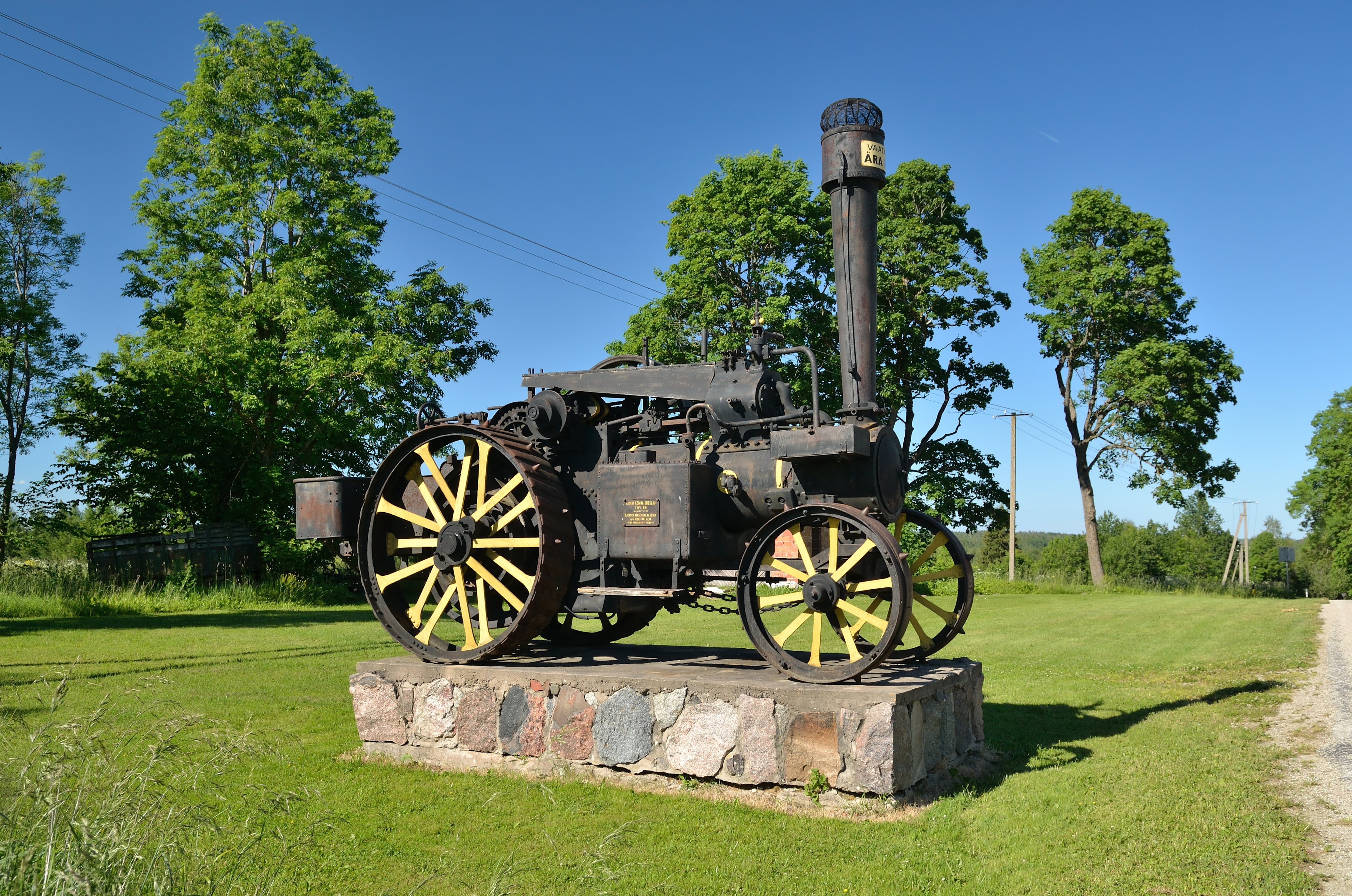
Nicht nur Goldmark, sondern auch Industrieprodukte, wie die Kemna Straßenlokomotive EM (im gesamten Deutschen Reich produzierte Einheitsmaschine), wurden als Reparationsleistungen an die Siegermächte in Europa verschickt.

1920 kam es zu mehreren Konferenzen (San Remo im April, Hythe und Boulogne-sur-Mer im Juni), bei denen auch die Reparationsfrage besprochen wurde. Auf der Konferenz von Spa im Juli 1920 durften erstmals Vertreter aus Deutschland teilnehmen. Auf dieser Konferenz wurde ein Verteilerschlüssel festgelegt, um zu klären, welchen Anteil die verschiedenen Länder von den Reparationszahlungen erhalten sollten. Demnach sollte Frankreich 52 %, Großbritannien 22 %, Italien 10 % und Belgien 8 % bekommen. Die Alliierten drohten weiterhin mit der Besetzung des Ruhrgebiets, falls die Forderungen nicht erfüllt würden. Im Dezember trafen sich Sachverständige zur Diskussion über die Reparationen in Brüssel.
1921 verlangten die Siegermächte auch, dass die beiden neuen DELAG-Verkehrsluftschiffe LZ 120 und LZ 121 ausgeliefert werden. Teils auf ausdrückliches Verbot der Alliierten hin kam so die deutsche Zeppelin-Luftfahrt vorübergehend zum Stillstand. 1924 lieferte Deutschland das Amerikaluftschiff an die USA – ebenfalls als Reparation.
Am 29. Januar 1921 forderten die Alliierten in Paris erneut 269 Mrd. Goldmark in 42 Jahresraten, davon 226 Mrd. als unveränderliche Hauptsumme, außerdem musste Deutschland 12 % des Wertes seiner jährlichen Ausfuhren abgeben. Deutschland bot an, 50 Mrd. Goldmark zu zahlen. Die Alliierten lehnten das ab. Am 8. März besetzten französische und belgische Truppen Ruhrort, Duisburg und Düsseldorf.
Am 30. April 1921 folgte der Londoner Zahlungsplan. Deutschland sollte einwilligen, insgesamt 132 Milliarden Goldmark zu tilgen und zu verzinsen. Ob die so genannten C-Bonds, die mit 82 Milliarden Goldmark den größten Teil der Reparationsschuld ausmachten, bedient werden mussten, wurde von einem Votum der Reparationskommission über die deutsche Leistungsfähigkeit abhängig gemacht. Die Annuitäten betrugen 2 Milliarden Goldmark, zusätzlich hatte Deutschland 26 % des Wertes seiner Ausfuhr zu begleichen. Diese Forderungen der Alliierten übergab David Lloyd George am 5. Mai 1921 dem deutschen Botschafter in London. Die Forderungen waren begleitet vom Londoner Ultimatum der Alliierten. Bei Nichtannahme der Forderungen innerhalb von sechs Tagen drohten die Alliierten darin, das ganze Ruhrgebiet zu besetzen. Im Ultimatum wurde außerdem die im Versailler Vertrag festgeschriebene Auslieferung von Kriegsverbrechern und die Demilitarisierung gefordert.
Durch den Londoner Zahlungsplan kam es in Deutschland zu einer schweren Regierungskrise. Reichskanzler Constantin Fehrenbach lehnte ihn als inakzeptabel ab. Am 4. Mai trat die Regierung Fehrenbach zurück, am 10. Mai brach die Nachfolgeregierung unter Reichskanzler Joseph Wirth zusammen. Tags darauf stimmte der Reichstag angesichts des Londoner Ultimatums dem Londoner Zahlungsplan mit 220 Ja- gegen 172 Nein-Stimmen zu. Die Regierung Wirth sah sich gezwungen, am Tag nach ihrer Amtsübernahme das Abkommen zu unterzeichnen. Wirth knüpfte damit an die Bemühungen Matthias Erzbergers an, der zur Bewältigung der antizipierten Zahllast die Finanz- und Steuerreform von 1919/20 durchgeführt und durch die damit einhergehende Unitarisierung die fiskalische Stellung des Reiches gegenüber den Ländern maßgeblich gestärkt hatte.
Diese „Erfüllungspolitik“ wurde von den Rechten heftig kritisiert. Erzberger wurde am 26. August 1921 von Mitgliedern der Organisation Consul als Erfüllungspolitiker ermordet.

## Einigungsversuche
Die Grundsatzentscheidung unter Reichskanzler Joseph Wirth, den Forderungen nachzukommen, um dadurch ihre Unerfüllbarkeit zu zeigen, löste aber nicht die Reparationsfrage. Ende 1921 konnte der deutsche Außenminister Walther Rathenau ein Abkommen mit Frankreich erreichen, so dass Frankreich mehr Sachlieferungen statt finanzieller Leistungen erhielt. Rathenau wurde im Juni 1922 ermordet – aus demselben Grund wie Erzberger. 1922 erreichte Deutschland mit britischer Unterstützung einen Zahlungsaufschub. Großbritannien wollte die deutsche Kaufkraft und industrielle Produktion schützen, damit Deutschland weiterhin britische Waren kaufen und Reparationen zahlen könnte. Dies war ein erster Erfolg bei dem Bemühen, dem Ausland die Grenzen der deutschen Zahlungsfähigkeit zu zeigen. Die Briten wollten ihr Ziel eines Ausgleichs in Europa durch die Konferenz von Genua (1922) über Finanz- und Weltwirtschaftsfragen voranbringen; die 34 teilnehmenden Staaten erreichten aber keine nennenswerten Ergebnisse.
Am Rande der Konferenz von Genua schlossen Deutschland und Sowjetrussland am 16. April 1922 den Vertrag von Rapallo. In ihm verzichteten beide Vertragspartner darauf, von der anderen Seite Entschädigungen zu fordern, und er brachte eine Annäherung der beiden ansonsten isolierten Staaten.

## Ruhrbesetzung
Die Reparationsfrage war weiterhin ungelöst, und während nach der Meinung der deutschen Regierung die starke Inflation die rechtzeitige Zahlung verhinderte, warfen die Westmächte nicht unbegründet Deutschland vor, es lasse die Inflation bewusst auf hohem Niveau. Die Westmächte waren nur zu einzelnen, kurzen Zahlungsaufschüben bereit, eine längere Aussetzung lehnten sie ab. Da die Erfüllungspolitik keine nennenswerten Erfolge vorweisen konnte, wurde sie in Deutschland zunehmend abgelehnt, die Regierung unter Wilhelm Cuno beendete sie im November 1922.

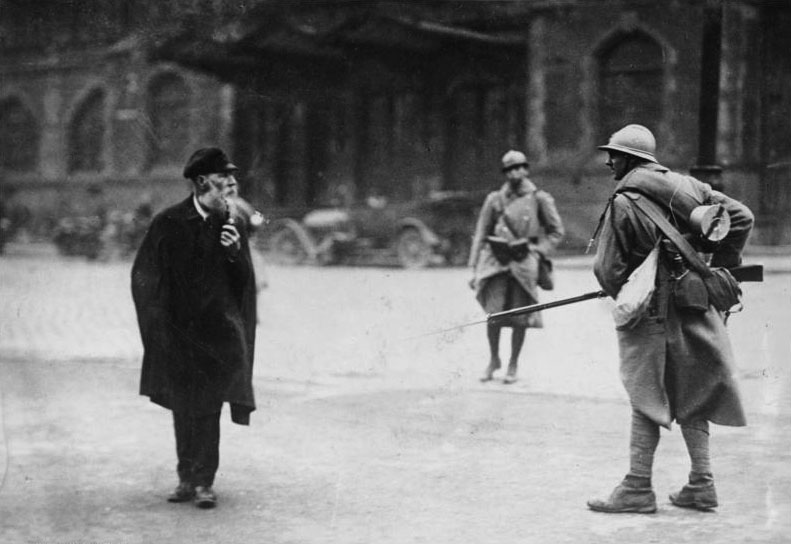
Szene aus dem Ruhrkampf 1923

Nach der Konferenz von Genua hatte Frankreich wieder die Initiative in der Deutschlandpolitik der Westmächte ergriffen und forderte „produktive Pfänder“. 1922 wurde die Übergabe deutscher Industrieanteile an die Reparationskommission durch Großbritannien verhindert. Als Deutschland mit den Reparationszahlungen wieder in einen vergleichsweise kleinen Rückstand kam, besetzten französische und belgische Truppen Anfang 1923 das Ruhrgebiet. Die deutsche Regierung und die Bevölkerung reagierten mit passivem Widerstand, das heißt, Befehle der Besatzungstruppen wurden ignoriert, ein Generalstreik wurde ausgerufen, und vor allem die Transportzüge mit der Kohle, die Franzosen und Belgier als Reparationen abtransportieren wollten, wurden umgelenkt und blockiert. Daraufhin entließen die Besatzer alle deutschen Bahnarbeiter, die wie die Streikenden von der Reichsregierung finanziell unterstützt wurden.

## Inflation und Ende des Ruhrkampfs
Die Reparationen trugen zur Inflation in Deutschland insofern bei, als mehr Geld gedruckt wurde, um zum Beispiel den Ruhrkampf zu unterstützen: Von Januar bis Oktober 1923 hatten sich die Ausgaben des Reichs im Vergleich zum gleichen Zeitraum des Vorjahres verdoppelt, während die Einnahmen stark zurückgingen: Während des Ruhrkampfes waren nur 19,62 % der Ausgaben des Reichs durch Einnahmen gedeckt, der Rest wurde über die Notenpresse finanziert. Hinzu kam die trotz Verbot um sich greifende Ausgabe von Notgeld, die die Hyperinflation weiter anheizte. Nach Ende des Ruhrkampfs war die Währungsstabilisierung durch Bindung der Reichsmark an den Golddevisenstandard eine Vorbedingung für die Neuverhandlung der Reparationsforderungen.
Das Ende des Kampfes gegen die Besetzung des Ruhrgebiets und der Beginn des Kampfes gegen die Inflation kamen mit dem neuen Reichskanzler Gustav Stresemann im Sommer 1923, der den Widerstand anfangs mitgetragen hatte, aber jetzt Wege zur Beseitigung der Krise vermisste. Deutschland hatte mehrere Kompromissvorschläge gemacht, Großbritannien war aber nur nach Abbruch des passiven Widerstandes zu einer Neuregelung bereit. Stresemann hoffte auf einen Abzug der ausländischen Truppen nach dem Ende des Widerstands, Frankreich war aber zu keinen Kompromissen bereit, da es um die Ausweglosigkeit Deutschlands wusste. Das Ende des Widerstands am 26. September brachte anfangs keine Besserung der Lage, es kam zu separatistischen Bewegungen, die von Frankreich unterstützt wurden. Am 28. September wurde gemäß MICUM-Abkommen die Ableistung der Reparationen wieder aufgenommen.

## Dawes-Plan
Erst auf Druck Großbritanniens, das auch durch die französische Unterstützung der Separatisten seine Position geändert hatte, und der USA lenkte Frankreich im Herbst 1923 nach der Währungsreform und Beendung der Inflation ein und es entstand 1924 der Dawes-Plan. In ihm wurde die Höhe der Forderungen zwar nicht gesenkt – die 132 Milliarden Goldmark blieben bestehen –, doch wurde keine Zahlungsfrist mehr bestimmt und die jährlichen Zahlungen, die Deutschland zu zahlen hatte, wurden gesenkt: Anfangs musste 1 Milliarde bezahlt werden, später 2,5 Milliarden pro Jahr. Ein Wohlstandsindex erlaubte bei günstiger Konjunkturlage auch höhere Forderungen. Zur Abwicklung der Reparationszahlungen wurde ein „Reparationsagent“ mit Sitz in Berlin eingesetzt. Durch die gleichzeitig aufgelegte Dawesanleihe in Höhe von 960 Millionen Goldmark wurde die Rückkehr der Reichsmark zum Golddevisenstandard erleichtert und der amerikanische Kapitalmarkt für die deutsche Nachfrage eröffnet. In den folgenden Jahren nahmen die öffentliche Hand, Banken und private Unternehmer in Deutschland ausländische Kredite in Höhe von insgesamt 24,576 Milliarden Reichsmark auf, sechsmal so viel, wie das Reich bis 1931 Reparationen zahlte. Dadurch hatte Deutschland trotz passiver Handelsbilanz genug Devisen, um die Annuitäten des Dawes-Plans zu transferieren, erstmals wurden regelmäßig Reparationen an die europäischen Siegermächte gezahlt. Diese begannen daraufhin, ihre Interalliierte Kriegsschulden an die Vereinigten Staaten zurückzuzahlen. Die verbreitete Vorstellung eines „internationalen Zahlungskreislaufs“ täuscht aber, da die Kredite von den Privatbanken der Wall Street gegeben wurden, Reparationen und Kriegsschulden aber an die Regierungen zurückflossen und die deutsche Wirtschaft sich immer weiter verschuldete.

## Young-Plan

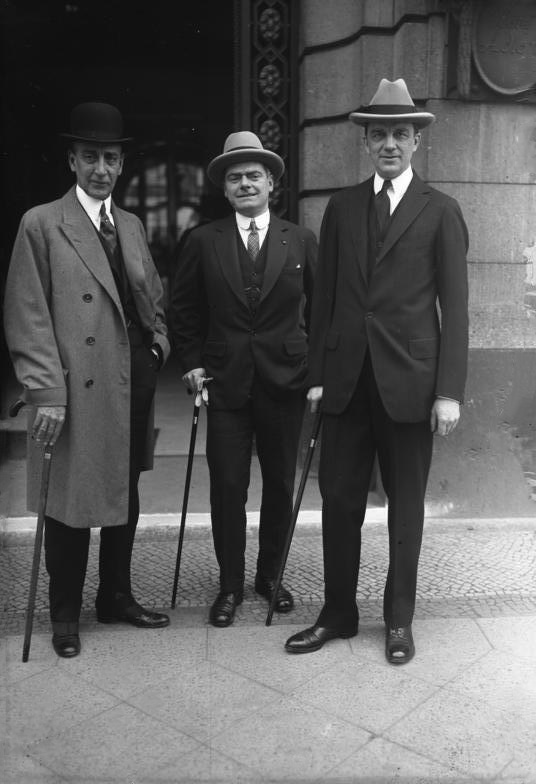
Der Namensgeber des Young-Plans Owen D. Young (rechts) 1924 in Berlin

1926 diskutierten der französische Außenminister Aristide Briand und sein deutscher Kollege Gustav Stresemann in Thoiry unter anderem über die Räumung des besetzten Rheinlandes und eine vorzeitige Zahlung von Reparationen, die Frankreich die Möglichkeit gab, seine Finanzkrise zu bekämpfen. Vor allem Briand konnte seine Vorstellungen zu Hause nicht durchsetzen.
1929 wurde im Young-Plan die Dauer der Reparationszahlungen auf 59 Jahre (also bis 1988) festgesetzt. Insgesamt sollte Deutschland nach diesem Plan bis 1988 eine Kapitalsumme von 36 Mrd. Goldmark verzinsen und tilgen. Die Rechte versuchte den Young-Plan mit einem Volksentscheid zu verhindern. Der Volksentscheid half Adolf Hitler, in die Politik zurückzukehren und in der Bevölkerung an Popularität zu gewinnen, ohne dass der Volksentscheid selbst letztendlich von Erfolg gekrönt war. Bei der Feier zur Räumung des Rheinlandes (die vorzeitige Räumung war Teil des Young-Plans) wurde Gustav Stresemann nicht erwähnt.

## Ende der Reparationszahlungen

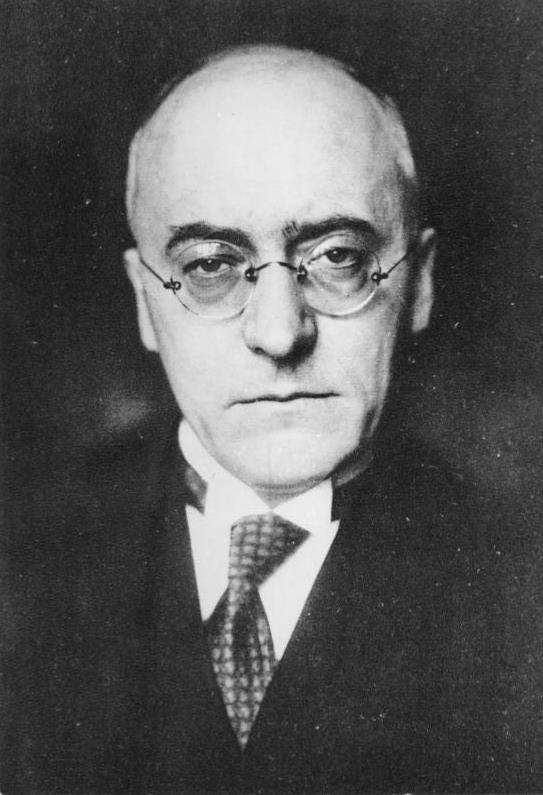
Heinrich Brüning, Reichskanzler 1930–1932

Nach Verabschiedung des Young-Plans versuchte das erste Präsidialkabinett unter Heinrich Brüning, den deutschen Export anzukurbeln, um genug Devisen zur Zahlung der Reparationen zu bekommen. Kredite, wie man sie in den Jahren 1924 bis 1929 zu diesem Zweck hereingenommen hatte, waren nach dem New Yorker Börsenkrach nicht mehr zu erhalten. Brüning hoffte, dass diese Ausweitung des deutschen Exports den Gläubigerländern so unangenehm werden würde, dass sie innerhalb einiger Jahre von sich aus eine Revision des Young-Plans vorschlagen würden. Die deutsche Exportoffensive schlug aber fehl, weil in der beginnenden Weltwirtschaftskrise alle Länder dem Beispiel des amerikanischen Smoot-Hawley Tariff Act folgten und die Zölle erhöhten.

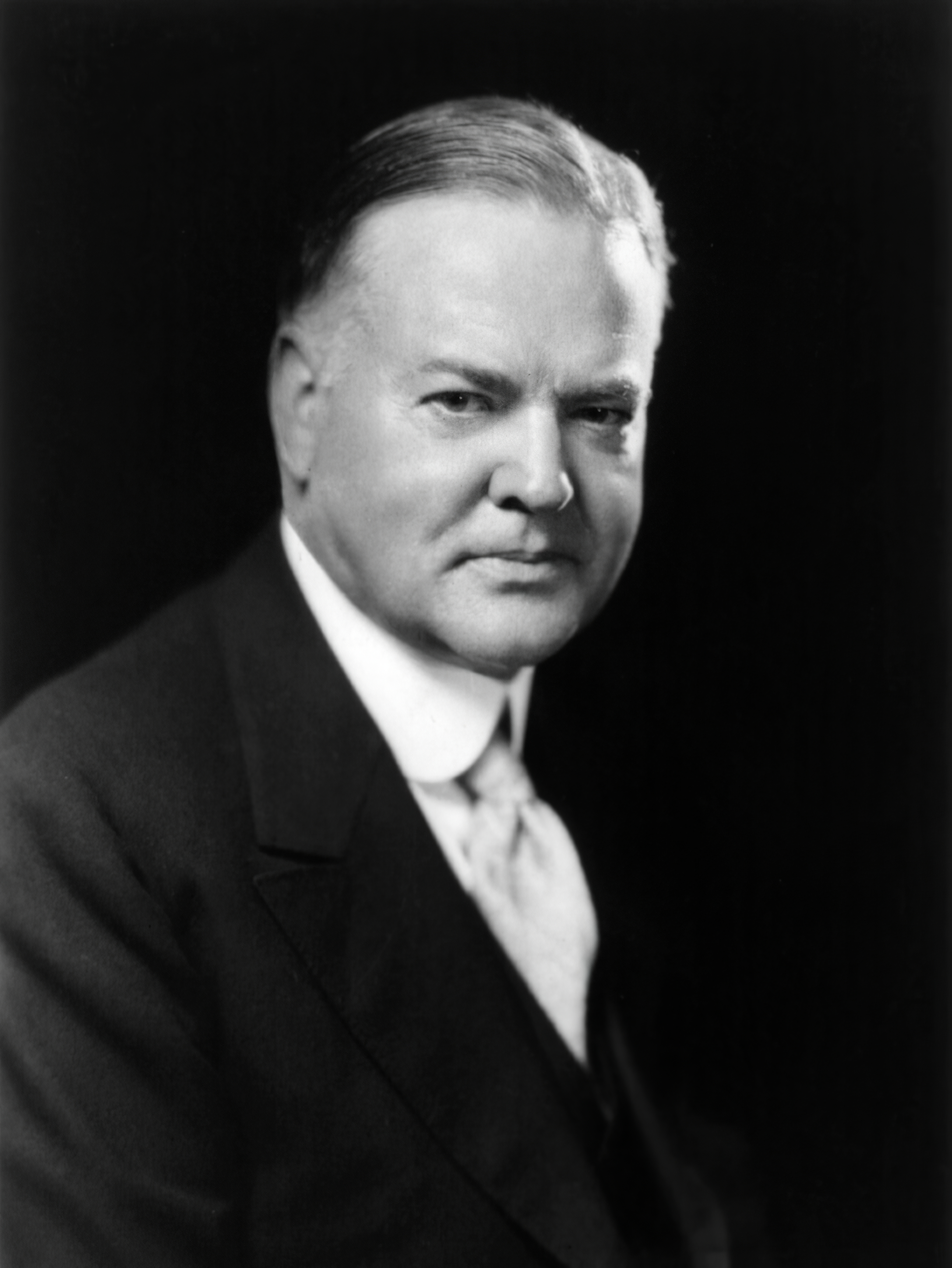
Herbert Hoover, US-amerikanischer Präsident 1928–1932

Das Ende der Reparationen kam von einer ganz anderen Seite, mit der Brüning gar nicht gerechnet hatte. Der Versuch einer Zollunion mit Österreich und Brünings nationalistische Propaganda, mit der er versuchte, den Nationalsozialisten innenpolitisch das Wasser abzugraben, verunsicherten die ausländischen Gläubiger, bei denen sich die deutsche Wirtschaft und der deutsche Staat in den zwanziger Jahren verschuldet hatten. Im Frühjahr 1931 wurden immer mehr noch verbliebene kurzfristige Kredite abgezogen, sodass Deutschland am Rande der Zahlungsunfähigkeit stand. In dieser Situation machte US-Präsident Herbert C. Hoover den Vorschlag, alle zwischenstaatlichen Schulden für ein Jahr ruhen zu lassen, um das Vertrauen der Kreditmärkte in die deutsche Wirtschaft zu beruhigen. Dies misslang, weil die Franzosen das Inkrafttreten dieses Hoover-Moratoriums durch wochenlange Verhandlungen verzögerten. In der deutschen Bankenkrise mussten am 
13. Juli 1931 alle deutschen Banken für mehrere Tage schließen, Devisentransfer ins Ausland wurde verboten (Kapitalexportverbot), Deutschland war zahlungsunfähig.
In dieser Situation erkannten die ausländischen Privatgläubiger, allen voran die Amerikaner und die Briten, dass die einzige Chance, ihre nach Deutschland geliehenen Milliarden je wiederzusehen, die Streichung der Reparationen war. Denn selbst wenn die deutsche Wirtschaft sich wieder erholte, würden nach Ablauf des Hoover-Moratoriums nicht genug Devisen vorhanden sein, um Reparationen und private Schulden zahlen zu können.
In zwei Gutachten vom Herbst 1931, dem Layton-Bericht und dem Beneduce-Bericht, wurde die Zahlungsunfähigkeit Deutschlands nach dem Ende des Hoover-Moratoriums von internationalen Finanzexperten bescheinigt. Diese Berichte waren die Grundlage für die Konferenz von Lausanne im Sommer 1932, die die deutschen Reparationsverpflichtungen gegen eine Restzahlung von drei Milliarden Goldmark (in Devisen) aufhob. Das Deutsche Reich übergab der Bank für Internationalen Zahlungsausgleich in Basel Schuldverschreibungen in dieser Höhe, die innerhalb von 15 Jahren auf den Markt gebracht werden oder, falls das nicht gelinge, vernichtet werden sollten.
Kanzler Brüning, der auf die vollständige Streichung der Reparationen gesetzt hatte, um damit seine innenpolitische Stellung zu verbessern, war zu diesem Zeitpunkt schon durch Franz von Papen abgelöst worden. Der Vertrag von Lausanne wurde von den beteiligten Staaten nie ratifiziert, weswegen die deutschen Schuldverschreibungen 1948 in Basel feierlich verbrannt wurden.
In der älteren Literatur findet man oft die These, dass das Ende der Reparationen auf Brünings Deflationspolitik zurückzuführen, ja deren eigentlicher Zweck gewesen sei. Dieser Meinung wird in der neueren Forschung widersprochen: Demnach glaubten Brüning und seine Mitarbeiter, dass die Deflationspolitik ein geeignetes Mittel wäre, Deutschland aus der Weltwirtschaftskrise herauszuhelfen. Zwar spielte Brünings Deflationspolitik beim Ende der Reparationen insofern eine Rolle, als sie in den erwähnten Expertenberichten ausdrücklich gelobt wurde (die privaten Gläubiger hofften nämlich, dass Deutschland dadurch wieder genug Devisen verdienen würde, um die Privatschulden zurückzahlen zu können); tiefere Ursache für das Ende der Reparationen war aber der Zusammenbruch der deutschen Banken, der durch Brünings ungeschickte Außenpolitik und die französische Weigerung ausgelöst wurde, dem zahlungsunfähigen Deutschland rasche und vertrauensstabilisierende Finanzhilfe zu gewähren.
Nach dem Zweiten Weltkrieg wurde im Londoner Schuldenabkommen die Rückzahlung der privaten deutschen Auslandsverschuldung geregelt. Dazu gehörte auch ein Teil der Reparationen, die 1930 auf Anleihenbasis vorfinanziert und damit in Privatschulden umgewandelt worden waren. Ihre Höhe wurde halbiert. Bis etwa 1983 zahlte die Bundesrepublik 14 Mrd. DM Schulden zurück. Allerdings wurden Zinsen in Höhe von 251 Millionen Mark aus den Jahren 1945 bis 1952 bis zur Wiedervereinigung Deutschlands ausgesetzt und schließlich ab 3. Oktober 1990 wieder fällig. Die Bundesregierung gab darauf Fundierungsanleihen aus, die aus dem Bundeshaushalt getilgt wurden, die letzten am 3. Oktober 2010. Tilgung und Zinsen betrugen für 2010 etwa 56 Millionen Euro.

## Bewertung
Die Gesamtsumme der durch das Deutsche Reich erfolgten Zahlungen beträgt nach deutschen Angaben 67,7 Milliarden Goldmark, nach den alliierten Berechnungen aber nur 21,8 Milliarden Goldmark. Die Differenz erklärt sich durch eine unterschiedliche Bewertung zahlreicher Leistungspositionen. Selbst wenn die Gesamthöhe der erfolgten Zahlungen unklar bleibt, steht fest, dass das Deutsche Reich erhebliche Sachleistungen und Geldbeträge erbracht hat.
Die Frage, ob das Deutsche Reich die ihm auferlegten Reparationsverpflichtungen überhaupt hätte zahlen können, ist seit langem umstritten. Der britische Wirtschaftswissenschaftler John Maynard Keynes war als Vertreter des britischen Schatzamts Mitglied der britischen Delegation bei den Versailler Vertragsverhandlungen. Er trat kurz vor Abschluss der Verhandlungen unter Protest gegen die Vertragsbedingungen, die Deutschland auferlegt werden sollten, von seinem Posten in der Delegation zurück und schrieb 1919 das aufsehenerregende Buch Die wirtschaftlichen Folgen des Friedensvertrages (The Economic Consequences of the Peace), mit dem er die Deutschland auferlegten Reparationszahlungen als ökonomisch widersinnig kritisierte. Sie würden sowohl die internationalen Wirtschaftsbeziehungen destabilisieren als auch größeren sozialen Sprengstoff für Deutschland mit sich führen. Die Ansicht von Keynes wurde zwar auch kritisiert, jedoch halten einige Autoren die Frage für hypothetisch, da nur ein Teil der geforderten Reparationen gezahlt wurde und bei der Weltwirtschaftskrise der 1930er Jahre noch andere Faktoren eine Rolle spielten.
Der australische Historiker Bruce Kent vertritt die Ansicht, dass die Reparationsverpflichtungen Deutschlands Zahlungsfähigkeit von Anfang an überschritten: Keinem der diversen Zahlungspläne habe eine seriöse Einschätzung zugrunde gelegen, wie viel das Deutsche Reich realistisch würde leisten können, stets hätten die innenpolitischen bzw. – mit Blick auf die interalliierten Kriegsschulden – die außenpolitischen Interessen der Zahlungsempfängermächte im Vordergrund gestanden.
Andere Historiker sind dagegen der Auffassung, die tatsächlichen deutschen Reparationsleistungen hätten kein wirkliches Hindernis für einen wirtschaftlichen Wiederaufbau nach dem verlorenen Ersten Weltkrieg dargestellt.
Wieder andere Historiker betonen dagegen weniger die ökonomische als die politische Belastung, die die Reparationen der Weimarer Republik auferlegt hätten. Sie hätten im Zusammenhang mit der deutschen Kriegsschulddebatte gestanden und gleichzeitig die deutsche Wirtschaft von Krediten der USA abhängig gemacht, versuchten die Regierungen der Weimarer Republik über die Forderungen zu verhandeln. Aus politischen Erwägungen heraus sei von den deutschen Reichsregierungen nie ernsthaft in Erwägung gezogen worden, die gesamten Reparationszahlungen auch tatsächlich zu leisten. So seien sie zu einer fortwährenden politischen Belastung geworden, weil sowohl die Parteien und Verbände der extremen politischen Rechten als auch die KPD sie zur Agitation gegen die Weimarer Republik einsetzten. Dies lege den Schluss nahe, dass die Reparationen eher politisch als ökonomisch zur Instabilität der ersten deutschen Demokratie beitrugen.